# Одсон Едуар
Одсон Едуар (на френски език - Odsonne Édouard) е френски футболист, нападател, който играе за Кристъл Палас.

## Кариера

### Пари Сен Жермен
Одсон Едуард започва да тренира футбол в академията Бобини през 2004 г. През 2011 г. преминава в юношеските формации на Пари Сен Жермен. В сезон 2014/15 играе в младежката лига Европа, като взима участие в 2 мача. На 27 април 2016 г. подписва първи професионален договор с Пари Сен Жермен, като преди това през целия сезон 2015/16 играе за „Б“ отбора. За първия отбор дебютира в турнира International Champions Cup, когато влиза като резерва в 79-а минута срещу Лестър, като отбелязва гол.

### Тулуза
На 8 август 2016 г. е даден под наем на Тулуза до края на сезона. На 14 август дебютира в Лига 1 в нулевото равенство срещу Олимпик Марсилия.

### Национален отбор
На 25 октомври 2014 г. дебютира за националния тим на Франция до 17 г. срещу състава на Република Македония. Той се появява в игра през второто полувреме като отбелязва третото попадение за своя тим. В следващия мач (срещу Кипър) отбелязва два гола. През 2015 г. участва на Европейското първенство по футбол за юноши до 17 г. в България. Превръща се в голмайстор на турнира, като във финалната среща с Германия вкарва хеттрик.

## Отличия
- Европейско първенство за юноши до 17 г. – шампион 2015 г.

### Индивидуални
- Европейско първенство за юноши до 17 г. Златен играч – 2015 г.